# Hehlen
Hehlen là một đô thị trong huyện Holzminden, bang Niedersachsen, Đức. Đô thị Hehlen có diện tích 21,59 km², dân số thời điểm ngày 31 tháng 12 năm 2006 là 2095 người.